# 陸上自衛隊第6師團

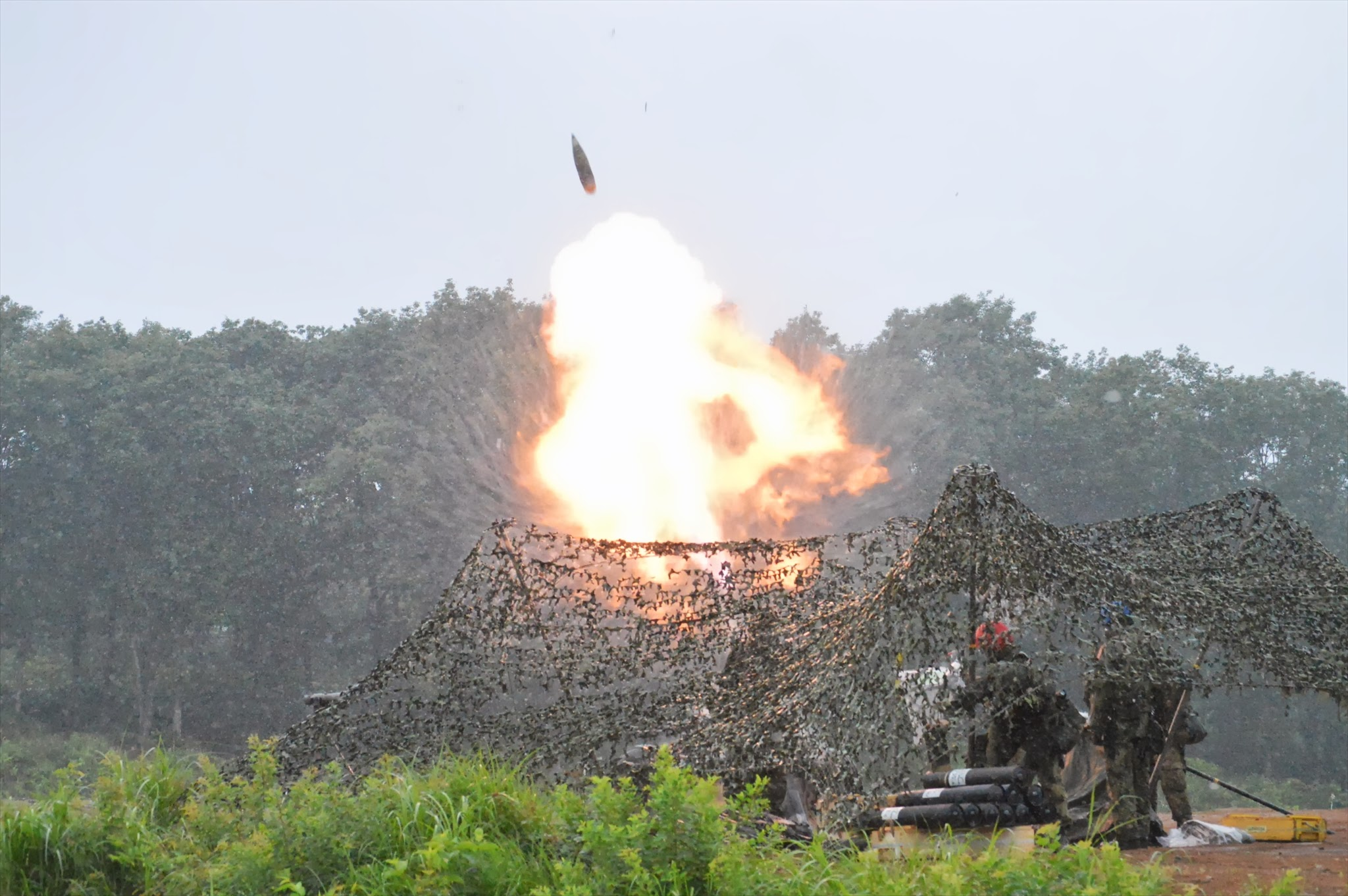
22步兵联队的迫砲演習

第6師團（日语：第6師団）為日本陸上自衛隊東北方面隊下屬的一個師團。師團司令部位於山形縣東根市的神町駐屯地，主力構成為一個即應機動聯隊和二個普通科聯隊（步兵團），屬於機動師團。主要職責為負責第6警備地區（南東北地區福島縣、宮城縣及山形縣）的防衛警備、救災派遣、以及參與國際維和任務等。
第6師團建立於1962年8月15日，並於2004年時派遣了500名人員參與自衛隊伊拉克復興支援群。

## 历史

### 陸上自衛队时期 - 第6管区队
- 1954年8月10日：設立第6管区總監部（練馬駐屯地）。
- 1954年9月10日：第1管區隊第2普通科聯隊、第5普通科聯隊編入。
- 1954年9月25日：第6管区隊編製完成，下轄第6管区總監部、總監部付中隊、第2普通科聯隊、第5普通科聯隊、第6特科聯隊、第6特車大隊、第6衛生大隊、第6施設大隊、第6通信隊、第6補給隊、第6武器隊。
- 1954年10月15日：組建第6偵察中隊(郡山駐屯地)、第6航空隊(相馬原駐屯地)。
- 1956年1月25日：組建第20普通科聯隊(青森駐屯地)。
- 1957年2月21日：第5普通科聯隊移編第9混成團。組建第21普通科聯隊(秋田駐屯地)。
- 1958年6月17日：組建第22普通科聯隊(仙台駐屯地)。
- 1958年6月26日：第2普通科聯隊移編第1管區隊。
- 1960年1月14日：東北方面隊成立，第6管區隊隸屬於東北方面隊。

1960年期间的主要编制
第20・第21・第22普通科联队、第6特科联队（砲兵團）、第6特車大隊（戰車營）

### 陸上自衛队時期 - 第6师团
- 1962年1月18日：第6飛行隊移編東北方面飛行隊。
- 1962年8月15日：第6师团设立，下轄师团司令部、司令部付隊、第20普通科联队、第21普通科联队、第22普通科联队、第6特科联队、第6戰車大隊、第6通信大隊、第6施設大隊、第6偵察隊、第6對戰車隊等。
- 1970年3月10日：甲型師團改編。
  - 組建第44普通科聯隊(福島駐屯地)。
  - 第6特科聯隊所屬第4・第5特科大隊增編第12中隊。
  - 第6戰車大隊增編第4戰車中隊。
- 1975年8月1日：成立第6音樂隊。
- 1990年3月26日：師團近代化改編。
  - 第20・第21・第22・第44普通科联队摩托化改編。
  - 第6對戰車隊增編重反裝甲飛彈中隊。
  - 第6武器隊、第6補給隊、第6輸送隊、第6衛生隊整編為第6後方支援联队。
  - 第6高射特科大隊改為師團直轄。
  - 新編電子偵察小隊、化學防護小隊。
- 1991年3月29日：因戰車北轉事業，解散第6戰車大隊第4戰車中隊。
- 1994年3月28日：東北方面飛行隊第6飛行隊編入。

- 1999年3月29日：師團改編。
  - 第21普通科联队移編第9師團。
  - 第9師團第38普通科聯隊編入，並改編為即應預備自衛官指定部隊。
  - 第6戰車大隊再次增編第4戰車中隊。
  - 第6對戰車隊解散。第20・第22・第44普通科联队增編對戰車中隊。
- 2002年3月27號：組建第6化學防護隊。
- 2006年3月27日：即應近代化改編。
  - 第38普通科联队移編東北方面混成團。
  - 第6後方支援聯隊武器大隊改編為第1整備大隊和第2整備大隊。
  - 第6戰車大隊第3・4戰車中隊解散。。
- 2010年3月26日：第6化学防护队改编为第6特殊武器防护队。
- 2011年3月：參與東日本大地震救災行動。
- 2019年3月26日：即應機動师团改編。
  - 第22普通科联队改編為第22即應機動部隊。
  - 第6戰車大隊解散，部分部隊移編第22機動聯隊。
- 2020年3月26日：师团改編。
  - 第6特科聯隊解散，所屬部隊移編東北方面特科隊。
  - 第6後方支援聯隊第2整備大隊解散。
  - 組建第6情報隊。

## 組織架構
- 神町駐屯地（山形县東根市）
  - 師团司令部及师部附属队
  - 第20普通科联队（日语：第20普通科連隊）
  - 第6施設大隊（日语：第6施設大隊）
  - 第6通信大隊（日语：第6通信大隊）
  - 第6飛行隊（山形機場）
  - 第6特殊武器防護隊
  - 第6後方支援联队（日语：第6後方支援連隊）
  - 第6乐隊
  - 第6情報隊
- 多賀城駐屯地（宮城縣多賀城市）
  - 第22快速反应機動联队（日语：第22即応機動連隊）
- 福島駐屯地（福岛县福島市）
  - 第44普通科联队（日语：第44普通科連隊）
- 郡山駐屯地（福岛县郡山市）
  - 第6高射特科大隊（日语：第6高射特科大隊）
- 大和駐屯地（宮城縣大和町）
  - 第22快速反应機動联队機動战斗車隊
  - 第6偵察隊（日语：第6偵察隊）

第6師團所属第6戰車大隊（戰車營）位於大和町，擁有兩個中隊的74式戰車；第6特科联队（砲兵團）位於郡山市，第1特科大隊、第2特科大隊、第3特科大隊各擁有兩個特科中隊的155釐米FH-70野戰炮；第6偵察隊位於大和町，配有87式裝甲偵察車；第6防空特科联队（防空炮團）位於郡山市，配有81式及93式地對空導彈系統；第6設施大隊（工兵營）位於[[東根市||工兵}}營）位於[[東根市}}；第6飛行隊（山形機場）配有UH-1直升機。

## 外部連結
- Homepage 6th Division （页面存档备份，存于） (Japanese)